# ألفريدو ألميدا ريغو
ألفريدو ألميدا ريغو (بالإنجليزية: Alfredo Almeida Rego) الشهير باسم دوكا (بالإنجليزية: Doca) (7 أبريل 1903 في البرازيل) لاعب كرة قدم برازيلي معتزل كان يجيد اللعب في خط الهجوم . شارك مع منتخب البرازيل في بطولة كأس العالم لكرة القدم 1930 التي أقيمت في الأوروغواي وخرج من الدور الأول .